# Diocese de Eichstätt
A Diocese de Eichstätt (em latim: Dioecesis Eystettensis) é uma diocese católica, como sufragânea da Arquidiocese de Bamberg, localizada na Baviera, Alemanha.

## História
A Diocese de Eichstätt foi erigida  no século VIII. O ano exato da fundação não é conhecido, porque falta parte da documentação. Em 740, o monge anglo-saxão Vilibaldo foi ordenado por um padre da época, São Bonifácio. Vilibaldo foi ordenado primeiro bispo de Erforte, tendo voltado em data desconhecia, após dificuldades da diocese em desenvolver seus trabalhos; ele também fundou um mosteiro nesta época. Vilibaldo contou com muito apoio de sua família, como seu irmão Wunibaldo, e desua irmã, Santa Valburga.
Por volta do ano 880, os ossos de Valburga foram transferidos para Eichstätt, em um mosteiro beneditino fundado em 1035, que ainda existe  hoje.

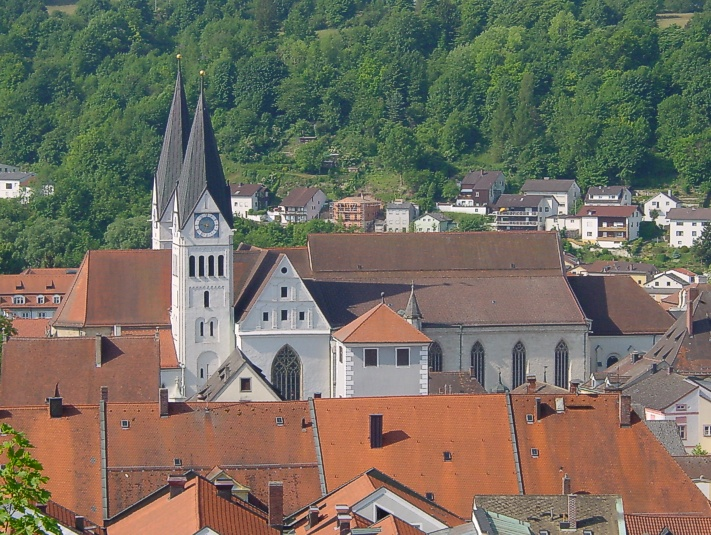
Catedral de Eichstätt

A Reforma Protestante ocorreu em mais da metade da área da diocese e levou à dissolução de muitos mosteiros.
Johann Christoph von Westerstetten (príncipe-bispo de Eichstätt 1612-1637) aplicou rigorosamente a Contrarreforma no território. Em 1614 ele convocou os jesuítas para Eichstätt, liderando a diocese em 1617; a Liga Católica e tomou de volta metade das áreas da diocese ao catolicismo. Da mesma forma, a intensa caça às bruxas durante seu reinado foi detectada apenas no sul da Alemanha.
A partir do século XVII, os bispos, especialmente os jesuítas e capuchinhos, decidiram reconstruir a vida católica do país. Em Eichstätt e também em muitas áreas da diocese, por uma nova forma de barroco, o que desencadeou um boom de construção de igrejas.
Em 1802, o Bispado do Eleitorado da Baviera foi secularizado. Devido ao afluxo de muitos refugiados, a situação mudou após a Segunda Guerra Mundial, principalmente o percentual de repartição das religiões em muitas regiões da diocese. Mesmo com o crescimento da população, levou-se 80 anos para o estabelecimento de uma série de novas paróquias e capelanias. Em 1980, o Colégio Católico de Eichstätt tornou-se a Universidade Católica de Eichstätt-Ingolstadt, a única da época em toda a área de língua alemã.

## Compromisso ativo para a preservação
A Diocese de Eichstätt é, dentro da Igreja Católica, pioneira na gestão ambiental. Assim, a Paróquia Santa Cruz, em Neumarkt in der Oberpfalz, a primeira da Alemanha certificada pelo Regulamento EMAS II. Em 2001, as diretrizes ambientais foram adotadas na Agenda diocesana e uma variedade de equipamentos, tais como a Casa da Juventude do Castelo Pfünz, a casa de formação Fiegenstall, numerosas instalações da Caritas, e a Abadia de Plankstetten, onde foram feitas mudanças ecológicas na construção.
Estes esforços foram liderados pela criação de um Conceito de Proteção Climática, integrado para toda a diocese de Eichstätt, nos anos de 2011 e 2012. Este conceito dá à diocese de Eichstätt dados confiáveis ,e a possibilidade desta desenvolver metas de redução de CO2. Gregor Maria Hanke, o bispo da diocese, afirmou que as metas são de reduzir a emissão do gás carbônico em 25% até 2020, e em 50% até 2030. Decidiu-se implementar um pacote abrangente de medidas.
De acordo com o Bispo Gregor Maria Hanke, ex-abade do "verde" Mosteiro Plankstetten, os esforços representam uma "ecologia do coração" e uma forte oposição à engenharia genética e como um defensor da agricultura orgânica

## Território
A diocese inclui partes da Baviera, Suábia, Média Franconia e Alto Palatinado. A sede episcopal é a cidade de Eichstätt, onde fica a Catedral da Assunção da Virgem Maria.
O território é dividido em oito decanatos e 265 paróquias.

## Líderes
- Willibaldo (741 - 7 de julho de 786)
- Geroch (786 - 2 de fevereiro de 801)
- Aganus (801 - 6 de novembro de 819)
- Adalung (820 - 25 de julho de 841)
- Altun (841 - 847)
- Ottokar (847 - 6 de julho de 881)
- Gottschalk (881 - 12 de novembro de 884)
- Erkenbald (884 - 19 de junho de 916)
- Udalfried (916 - 1º de janeiro de 933)
- Starchand (933 - 11 de fevereiro de 966)
- Reginald (966 - 4 de abril de 991)
- Megingoz von Lechsgemünd (991 - 28 de abril de 1014)
- Gundackar (1014 - 20 de dezembro de 1019)
- Walter (1020 - 20 de dezembro de 1021)
- Heribert von Rothenburg (1022 - 24 de julho de 1042)
- Guzmann von Rothenburg (1042 - 17 de outubro de 1042)
- Gebhard di Calw (1042 - de setembro de 1054)
- Gundackar (20 agosto 1057 - 2 de agosto de 1075)
- Ulrich (1075 - 17 de novembro de 1099)
- Eberhard von Vohburg-Schweinfurt (1100 - 6 de janeiro de 1112)
- Ulrich von Bogen (1112 - 2 de novembro de 1125)
- Gebhard von Hirschberg (novembro de 1125 - 17 de março1149)
- Burkhard von Memlem (1149 - antes de 7 de junho de 1153)
- Konrad von Morsberg (1153 - 13 de janeiro de 1171)
- Egilolf (1171 - 1º de outubro de 1182)
- Otto (1182 - 1195)
- Hartwich von Hirschberg (1195 - 2 de maio de 1223)
- Friedrich von Hauenstadt (1223 - ?)
- Heinrich von Ziplingen (2 de julho de 1225 - 10 de janeiro de 1229)
- Heinrich von Tischlingen (1º de julho de 1229 - junho de 1234)
- Heinrich von Ravensberg (30 de agosto de 1234 - 29 de junho de 1237)
- Friedrich von Parsberg (29 de agosto de 1237 - 28 de junho de 1246)
- Heinrich von Württemberg (1246 - 13 de maio de 1259)
- Engelhard (1259 - 2 de maio de 1261)
- Hildebrand von Morn (julho de 1261 - 24 de março de 1279)
- Reimbrecht von Mulenhard (3 de setembro de 1279 - 27 de agosto de 1297)
- Konrad von Pfaffenhausen (3 de setembro de 1297 - 17 de maio de 1305)
- Johann von Durbheim (23 de setembro de 1305 - 18 de fevereiro de 1306)
- Philipp von Rathsamhausen (18 de fevereiro de 1306 - 25 de fevereiro de 1322)
- Marquard von Hageln (fevereiro de 1322 - 8 de fevereiro de 1324)
- Gebhard von Graisbacch (1324 - 14 de setembro de 1327)
- Friedrich von Leuchtenberg, O.Cist. (11 de abril de 1328 - 27 de março de 1329)
- Heinrich Schenk von Reicheneck (17 de novembro de 1329 - 10 de fevereiro de 1344)
- Albrecht von Hohenfels (março de 1344 - 1351)
- Berthold von Nürnburg (20 de maio de 1351 - 16 de setembro de 1365)
- Rhabanus Schenk von Wildburgstetten (17 de dezembro de 1365 - 18 de outubro de 1383)
- Friedrich von Öttingen (cerca de 1384 - 19 de setembro de 1415)
- Johann von Heideck (2 de outubro de 1415 - 3 de junho de 1429)
- Albrecht von Rechberg (26 de agosto de 1429 - 9 de setembro de 1445)
- Johann von Eych (1º de outubro de 1445 - 1º de janeiro de 1464)
- Wilhelm von Reichenau (12 de março de 1464 - 18 de novembro de 1496)
- Gabriel von Eyb (2 de março de 1497 - 30 de outubro de 1535)
- Christoph Marschalk zu Pappenheim (28 de janeiro de 1536 - 13 de junho de 1539)
- Moritz von Hutten (7 maggio 1540 - 8 dicembre 1552)
- Eberhard von Hirnheim (22 de fevereiro de 1553 - 4 de julho de 1560)
- Martin von Schaumberg (4 de setembro de 1560 - 28 de junho de 1590)
- Kaspar von Seckendorff (23 de janeiro de 1591 - 28 de abril de 1595)
- Johann Konrad von Gemmingen (28 de abril de 1595 - 7 de novembro de 1612)
- Johann Christoph von Westerstetten (28 de janeiro de 1613 - 28 de julho de 1637)
- Marquard von Schenk von Castell (16 de novembro de 1637 - 18 de janeiro de 1685)
- Johann Euchar von Schenk von Castell (7 luglio 1687 - 6 marzo 1697)
- Johann Martin von Eyb (7 de abril de 1698 - 6 de dezembro de 1704)
- Johann Anton von Knebel von Katzenellenbogen (27 de abril de 1705 - 27 de abril de 1725)
- Franz Ludwig von Schenk von Castell (26 de setembro de 1725 - 17 de setembro de 1736)
- Johann Anton von Freyberg-Hopferau (7 de junho de 1737 - 20 de abril de 1757)
- Raymund Anton von Strasoldo (26 de setembro de 1757 - 13 de janeiro de 1781)
- Johann Anton von Zehmen (17 de setembro de 1781 - 23 de junho de 1790)
- Joseph von Stubenberg (11 de abril de 1791 - 6 de abril de 1818)
  - Sede vacante (1818-1824)
- Petrus Pustet (24 de maio de 1824 - 24 de abril de 1825)
- Johann Friedrich Oesterreicher (27 de junho de 1825 - 31 de junho de 1835)
- Johann Martin Manl (6 de abril de 1835 - 15 de outubro de 1835)
- Karl August von Reisach (11 de julho de 1836 - 1º de outubro de 1846)
- Georg von Oettl (21 de dezembro de 1846 - 6 de fevereiro de 1866 )
- Franz Leopold von Leonrod (22 de fevereiro de 1867 - 5 de setembro de 1905)
- Johannes Leo von Mergel, O.S.B. (11 de dezembro de 1905 - 20 de junho de 1932)
- Konrad von Preysing Lichtenegg-Moos (9 de setembro de 1932 - 5 de julho de 1935)
- Michael Rackl (4 de novembro de 1935 - 5 de maio de 1948)
- Joseph Schröffer (23 de julho de 1948 - 2 de janeiro de 1968)
- Alois Brems (28 de maio de 1968 - 1º de junho de 1983)
- Karl Heinrich Braun (17 de abril de 1984 - 25 de março de 1995)
- Walter Mixa (24 de fevereiro de 1996 - 16 de julho de 2005)
- Gregor Maria Hanke, O.S.B. (14 de outubro de 2006 - 8 de junho de 2025)

## Estatísticas
Até o fim de 2006, a diocese havia batizado 442.772 pessoas em uma população de 890.000, correspondendo a 49,7% do total.